# Primera División de España 1963-64
La temporada 1963/64 de la Primera División de España de fútbol corresponde a la 33.ª edición del campeonato. Se disputó del 15 de septiembre de 1963 al 26 de abril de 1964.
El Real Madrid Club de Fútbol se proclamó campeón por cuarta temporada consecutiva, récord insólito hasta ese momento. Los merengues se quedaron su segundo trofeo liguero en propiedad.

## Sistema de competición
La Primera División 1963/64 mantuvo el formato de temporadas anteriores. Estuvo organizada por la Real Federación Española de Fútbol.
Tomaron parte 16 equipos de toda la geografía española, encuadrados en un grupo único. Siguiendo un sistema de liga, se enfrentaron todos contra todos en dos ocasiones -una en campo propio y otra en campo contrario- durante un total de 26 jornadas. El orden de los encuentros se decidió por sorteo antes de empezar la competición.
La clasificación se estableció a razón del siguiente sistema de puntuación: dos puntos para el equipo vencedor de un partido, un punto para cada contendiente en caso de empate y cero puntos para el perdedor de un partido. 
El equipo que más puntos sumó se proclamó campeón de liga y obtuvo la clasificación para la siguiente edición de la Copa de Europa. Por su parte, el campeón de la Copa del Generalísimo obtuvo la clasificación para la Recopa de Europa.
Los dos últimos clasificados fueron descendidos directamente a la Segunda División para la siguiente temporada, siendo reemplazados por los dos campeones de grupo de dicha categoría. Por su parte, los clasificados en 13.ª y 14.ª posición se vieron obligados a disputar una promoción contra los subcampeones de cada grupo de Segunda. Dicha promoción se jugó por eliminación directa a doble partido, siendo los ganadores los que obtuvieron plaza para la siguiente temporada en Primera División.

## Equipos participantes
Esta temporada participaron 16 equipos.
| Equipo                       | Ciudad     | Estadio               | Aforo   |
| ---------------------------- | ---------- | --------------------- | ------- |
| Atlético de Bilbao           | Bilbao     | San Mamés             | 41.400  |
| Club Atlético de Madrid      | Madrid     | Metropolitano         | 58.000  |
| Club de Fútbol Barcelona     | Barcelona  | Camp Nou              | 83.868  |
| Real Betis Balompié          | Sevilla    | Benito Villamarín     | 16.060  |
| Córdoba Club de Fútbol       | Córdoba    | El Arcángel           | 23.800  |
| Elche Club de Fútbol         | Elche      | Altabix               | 12.000  |
| Real Club Deportivo Español  | Barcelona  | Sarriá                | 27.000  |
| Levante Unión Deportiva      | Valencia   | Vallejo               | 13.050  |
| Club Real Murcia             | Murcia     | La Condomina          | 12.000  |
| Real Oviedo                  | Oviedo     | Carlos Tartiere       | 20.000  |
| Pontevedra Club de Fútbol    | Pontevedra | Pasarón               | 8.000   |
| Real Madrid Club de Fútbol   | Madrid     | Santiago Bernabéu     | 100.618 |
| Sevilla Club de Fútbol       | Sevilla    | Ramón Sánchez Pizjuán | 46.000  |
| Valencia Club de Fútbol      | Valencia   | Mestalla              | 53.190  |
| Real Zaragoza Club Deportivo | Zaragoza   | La Romareda           | 32.416  |
| Real Valladolid Deportivo    | Valladolid | José Zorrilla         | 21.333  |

Fuente: Anuario de la RFEF

## Clasificación

### Clasificación final
| Pos. | Equipo                | Pts. | PJ | G  | E  | P  | GF | GC | Dif. | Clasificación                                |
| ---- | --------------------- | ---- | -- | -- | -- | -- | -- | -- | ---- | -------------------------------------------- |
| 1    | Real Madrid C. F. (C) | 46   | 30 | 22 | 2  | 6  | 61 | 23 | +38  | Clasifica a la Copa de Europa                |
| 2    | C. F. Barcelona       | 42   | 30 | 19 | 4  | 7  | 74 | 38 | +36  | Clasifica a la Copa de Ferias                |
| 3    | Real Betis            | 37   | 30 | 15 | 7  | 8  | 47 | 36 | +11  | Clasifica a la Copa de Ferias                |
| 4    | Real Zaragoza         | 34   | 30 | 14 | 6  | 10 | 52 | 42 | +10  | Clasifica a la Recopa de Europa              |
| 5    | Elche C. F.           | 33   | 30 | 13 | 7  | 10 | 35 | 31 | +4   |                                              |
| 6    | Valencia C. F.        | 32   | 30 | 16 | 0  | 14 | 53 | 47 | +6   | Clasifica a la Copa de Ferias                |
| 7    | Atlético de Madrid    | 29   | 30 | 10 | 9  | 11 | 37 | 34 | +3   | Clasifica a la Copa de Ferias                |
| 8    | Atlético de Bilbao    | 29   | 30 | 12 | 5  | 13 | 43 | 40 | +3   | Clasifica a la Copa de Ferias                |
| 9    | Sevilla C. F.         | 29   | 30 | 9  | 11 | 10 | 33 | 38 | −5   |                                              |
| 10   | Levante U. D.         | 27   | 30 | 10 | 7  | 13 | 43 | 56 | −13  |                                              |
| 11   | Córdoba C. F.         | 26   | 30 | 10 | 6  | 14 | 32 | 38 | −6   |                                              |
| 12   | Real Murcia           | 26   | 30 | 11 | 4  | 15 | 41 | 54 | −13  |                                              |
| 13   | R. C. D. Español      | 25   | 30 | 10 | 5  | 15 | 34 | 47 | −13  | Promoción de permanencia en Primera División |
| 14   | Real Oviedo C. F.     | 25   | 30 | 10 | 5  | 15 | 27 | 42 | −15  | Promoción de permanencia en Primera División |
| 15   | Pontevedra C. F. (D)  | 21   | 30 | 8  | 5  | 17 | 30 | 45 | −15  | Descenso a Segunda División                  |
| 16   | Real Valladolid (D)   | 19   | 30 | 7  | 5  | 18 | 27 | 58 | −31  | Descenso a Segunda División                  |

 Fuente: BDFutbol
Criterios de clasificación: Puntos · Diferencia de goles · Goles a favor · Play-off

### Evolución de la clasificación
| Equipo / Jornada   | 1  | 2  | 3  | 4  | 5  | 6  | 7  | 8  | 9  | 10 | 11 | 12 | 13 | 14 | 15 | 16 | 17 | 18 | 19 | 20 | 21 | 22 | 23 | 24 | 25 | 26 | 27 | 28 | 29 | 30 |
| Equipo / Jornada   |    |    |    |    |    |    |    |    |    |    |    |    |    |    |    |    |    |    |    |    |    |    |    |    |    |    |    |    |    |    |
| ------------------ | -- | -- | -- | -- | -- | -- | -- | -- | -- | -- | -- | -- | -- | -- | -- | -- | -- | -- | -- | -- | -- | -- | -- | -- | -- | -- | -- | -- | -- | -- |
| Real Madrid        | 1  | 8  | 4  | 4  | 4  | 5  | 5  | 4  | 2  | 2  | 2  | 2  | 4  | 4  | 2  | 2  | 2  | 2  | 1  | 1  | 1  | 1  | 2  | 1  | 1  | 1  | 1  | 1  | 1  | 1  |
| CF Barcelona       | 3  | 1  | 1  | 1  | 3  | 1  | 1  | 1  | 1  | 1  | 1  | 1  | 1  | 1  | 1  | 1  | 1  | 1  | 2  | 2  | 2  | 2  | 1  | 2  | 2  | 2  | 2  | 2  | 2  | 2  |
| Real Betis         | 2  | 2  | 2  | 2  | 2  | 2  | 2  | 2  | 3  | 3  | 3  | 3  | 3  | 3  | 4  | 5  | 4  | 4  | 4  | 4  | 3  | 4  | 3  | 3  | 3  | 3  | 3  | 3  | 3  | 3  |
| Real Zaragoza      | 10 | 4  | 3  | 3  | 1  | 3  | 3  | 5  | 6  | 7  | 5  | 5  | 5  | 5  | 5  | 4  | 5  | 5  | 5  | 5  | 5  | 5  | 5  | 5  | 5  | 5  | 4  | 5  | 4  | 4  |
| Elche CF           | 9  | 3  | 8  | 5  | 6  | 4  | 4  | 3  | 4  | 4  | 4  | 4  | 2  | 2  | 3  | 3  | 3  | 3  | 3  | 3  | 4  | 3  | 4  | 4  | 4  | 4  | 5  | 4  | 5  | 5  |
| Valencia CF        | 16 | 16 | 12 | 7  | 5  | 9  | 10 | 11 | 9  | 11 | 12 | 11 | 13 | 11 | 12 | 14 | 12 | 12 | 12 | 12 | 11 | 12 | 11 | 12 | 12 | 9  | 8  | 6  | 6  | 6  |
| Atlético de Madrid | 12 | 5  | 9  | 12 | 13 | 14 | 16 | 14 | 16 | 16 | 16 | 15 | 14 | 14 | 14 | 11 | 9  | 10 | 8  | 9  | 7  | 7  | 6  | 6  | 7  | 6  | 6  | 8  | 8  | 7  |
| Atlético de Bilbao | 14 | 10 | 14 | 15 | 14 | 13 | 13 | 13 | 10 | 8  | 6  | 6  | 8  | 6  | 6  | 8  | 11 | 7  | 9  | 6  | 9  | 9  | 9  | 9  | 10 | 7  | 10 | 10 | 10 | 8  |
| Sevilla CF         | 15 | 6  | 7  | 6  | 8  | 6  | 8  | 8  | 5  | 6  | 7  | 8  | 6  | 9  | 7  | 6  | 6  | 6  | 7  | 8  | 8  | 8  | 8  | 7  | 6  | 8  | 7  | 7  | 7  | 9  |
| Levante UD         | 7  | 13 | 15 | 10 | 12 | 11 | 9  | 9  | 12 | 10 | 10 | 7  | 10 | 13 | 9  | 7  | 10 | 8  | 10 | 7  | 10 | 10 | 10 | 10 | 8  | 10 | 9  | 9  | 9  | 10 |
| Córdoba CF         | 5  | 11 | 5  | 8  | 9  | 7  | 7  | 6  | 7  | 5  | 8  | 9  | 12 | 8  | 11 | 10 | 8  | 11 | 11 | 11 | 12 | 11 | 12 | 11 | 11 | 12 | 12 | 12 | 13 | 11 |
| Real Murcia        | 4  | 7  | 13 | 11 | 10 | 8  | 6  | 7  | 8  | 9  | 9  | 10 | 7  | 10 | 8  | 9  | 7  | 9  | 6  | 10 | 6  | 6  | 7  | 8  | 9  | 11 | 11 | 11 | 11 | 12 |
| RCD Español        | 6  | 12 | 6  | 9  | 7  | 10 | 11 | 10 | 11 | 13 | 15 | 14 | 15 | 15 | 15 | 15 | 15 | 15 | 15 | 15 | 14 | 13 | 14 | 13 | 14 | 14 | 14 | 13 | 14 | 13 |
| Real Oviedo        | 13 | 9  | 10 | 13 | 15 | 15 | 14 | 12 | 14 | 12 | 14 | 12 | 9  | 12 | 13 | 13 | 14 | 13 | 14 | 14 | 15 | 15 | 15 | 15 | 15 | 15 | 15 | 14 | 12 | 14 |
| Pontevedra CF      | 11 | 15 | 11 | 14 | 11 | 12 | 12 | 15 | 13 | 14 | 11 | 13 | 11 | 7  | 10 | 12 | 13 | 14 | 13 | 13 | 13 | 14 | 13 | 14 | 13 | 13 | 13 | 15 | 15 | 15 |
| Real Valladolid    | 8  | 14 | 16 | 16 | 16 | 16 | 15 | 16 | 15 | 15 | 13 | 16 | 16 | 16 | 16 | 16 | 16 | 16 | 16 | 16 | 16 | 16 | 16 | 16 | 16 | 16 | 16 | 16 | 16 | 16 |

### Promoción de permanencia
- Disputado a doble partido:

| Equipo 1   | Global | Equipo 2    | Ida | Vuelta | Desempate |
| ---------- | ------ | ----------- | --- | ------ | --------- |
| Real Gijón | 1-3    | Español     | 1-0 | 0-3    | -         |
| Equipo 1   | Global | Equipo 2    | Ida | Vuelta | Desempate |
| Oviedo     | 4-2    | Hércules CF | 4-1 | 0-1    | -         |

## Resultados
| Local \ Visitante   | ATH | ATM | BAR | BET | COR | ELC | ESP | LEV | MUR | OVI | PON | RMA | SEV | VAL | VLD | ZAR |
| ------------------- | --- | --- | --- | --- | --- | --- | --- | --- | --- | --- | --- | --- | --- | --- | --- | --- |
| Atlético de Bilbao  | —   | 0–0 | 2–0 | 1–2 | 2–0 | 3–2 | 5–2 | 0–0 | 1–1 | 0–1 | 3–1 | 2–3 | 3–0 | 3–1 | 4–0 | 1–0 |
| Atlético de Madrid  | 2–0 | —   | 1–0 | 0–0 | 5–1 | 1–1 | 2–0 | 4–0 | 2–1 | 0–1 | 3–2 | 0–1 | 1–1 | 0–1 | 3–1 | 0–2 |
| C. F. Barcelona     | 2–1 | 3–1 | —   | 4–1 | 3–1 | 3–0 | 5–0 | 6–2 | 4–1 | 2–1 | 3–1 | 1–2 | 6–0 | 4–0 | 2–1 | 3–3 |
| Real Betis          | 1–1 | 4–2 | 2–3 | —   | 1–0 | 0–0 | 4–0 | 3–0 | 3–1 | 1–0 | 3–0 | 1–0 | 3–1 | 2–0 | 2–0 | 2–1 |
| Córdoba C. F.       | 2–0 | 1–1 | 0–2 | 1–0 | —   | 2–0 | 3–0 | 4–0 | 2–1 | 2–1 | 1–0 | 0–1 | 2–0 | 1–0 | 0–0 | 0–1 |
| Elche C. F.         | 1–2 | 2–0 | 0–0 | 1–1 | 2–1 | —   | 1–0 | 2–2 | 3–1 | 2–1 | 2–0 | 2–0 | 2–1 | 2–1 | 2–0 | 1–0 |
| R. C. D. Español    | 4–0 | 0–0 | 2–2 | 1–1 | 2–0 | 1–0 | —   | 4–4 | 2–1 | 3–0 | 0–0 | 1–0 | 1–0 | 2–1 | 2–0 | 3–0 |
| Levante U. D.       | 2–1 | 2–1 | 4–5 | 0–1 | 1–0 | 0–1 | 3–1 | —   | 3–0 | 3–0 | 3–1 | 0–1 | 1–1 | 1–0 | 1–0 | 1–1 |
| C. Real Murcia      | 2–0 | 2–1 | 1–5 | 2–3 | 1–1 | 2–2 | 1–0 | 1–0 | —   | 1–0 | 2–1 | 0–3 | 3–1 | 2–0 | 2–1 | 2–0 |
| Real Oviedo C. F.   | 2–1 | 1–1 | 2–1 | 1–1 | 1–1 | 1–0 | 2–1 | 2–0 | 0–1 | —   | 0–0 | 0–2 | 1–0 | 1–4 | 2–1 | 2–0 |
| Pontevedra C. F.    | 2–0 | 0–1 | 0–2 | 2–0 | 2–1 | 0–1 | 3–1 | 1–1 | 2–1 | 4–1 | —   | 1–0 | 0–0 | 0–1 | 1–2 | 1–1 |
| Real Madrid C. F.   | 3–1 | 5–1 | 4–0 | 1–1 | 5–2 | 1–0 | 1–0 | 3–0 | 4–1 | 1–0 | 3–1 | —   | 1–1 | 2–0 | 2–1 | 3–1 |
| Sevilla C. F.       | 1–2 | 0–0 | 1–1 | 3–1 | 1–1 | 1–0 | 2–0 | 2–0 | 2–2 | 1–1 | 3–0 | 1–0 | —   | 3–0 | 2–0 | 1–0 |
| Valencia C. F.      | 2–1 | 2–1 | 0–2 | 4–0 | 1–0 | 1–0 | 2–1 | 5–3 | 3–2 | 3–0 | 3–1 | 1–4 | 4–1 | —   | 6–0 | 4–0 |
| Real Valladolid     | 1–1 | 0–3 | 2–0 | 3–2 | 0–0 | 2–2 | 2–0 | 1–2 | 2–1 | 2–1 | 0–1 | 0–3 | 2–2 | 3–2 | —   | 0–4 |
| Real Zaragoza C. D. | 0–2 | 0–0 | 2–0 | 3–1 | 4–2 | 3–1 | 2–0 | 4–4 | 3–2 | 3–1 | 3–2 | 3–2 | 0–0 | 5–1 | 3–0 | —   |

## Máximos goleadores (Trofeo Pichichi)
El hispano-húngaro Ferenc Puskás logró el cuarto Trofeo Pichichi de su carrera.

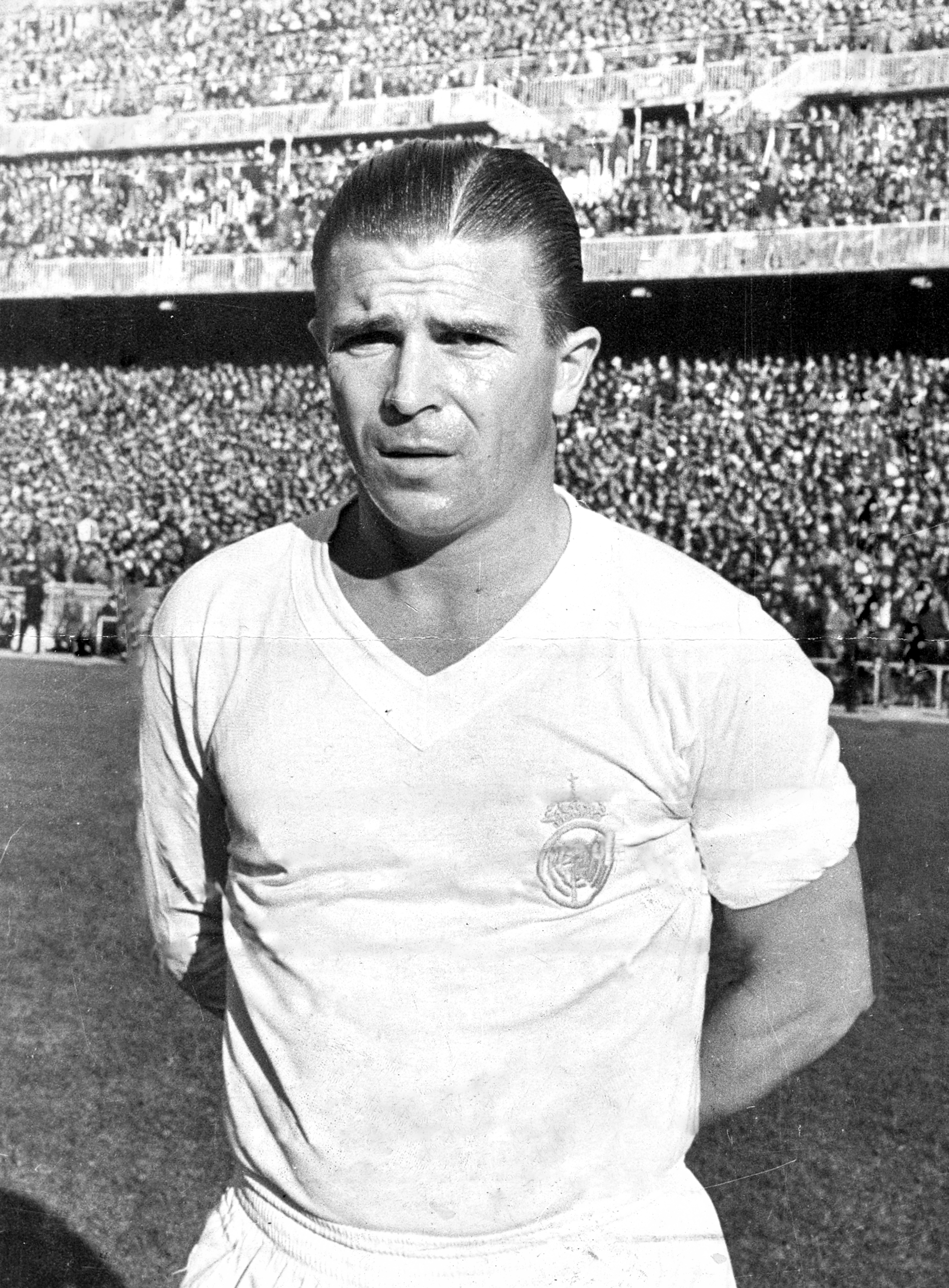
Ferenc Puskás, máximo goleador del campeonato.

| Pos. | Jugador            | Equipo        | Goles |
| ---- | ------------------ | ------------- | ----- |
| 1º   | Ferenc Puskás      | Real Madrid   | 21    |
| 2º   | Waldo Machado      | Valencia CF   | 18    |
| 3º   | Fernando Ansola    | Real Betis    | 17    |
|      | Cayetano Ré        | CF Barcelona  | 17    |
| 5º   | Juan Manuel Villa  | Real Zaragoza | 13    |
| 6º   | Sándor Kocsis      | CF Barcelona  | 12    |
|      | Paco Gento         | Real Madrid   | 12    |
| 8º   | Jesús Pereda, Chus | CF Barcelona  | 12    |